# 5S

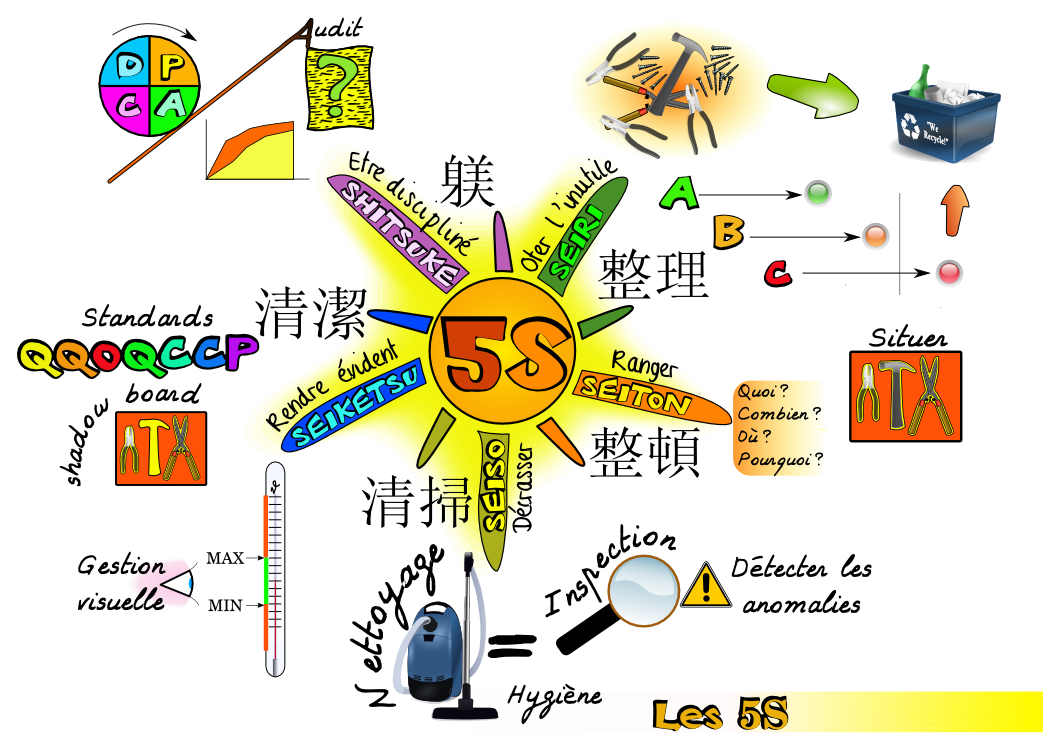
Esquema de las 5s.

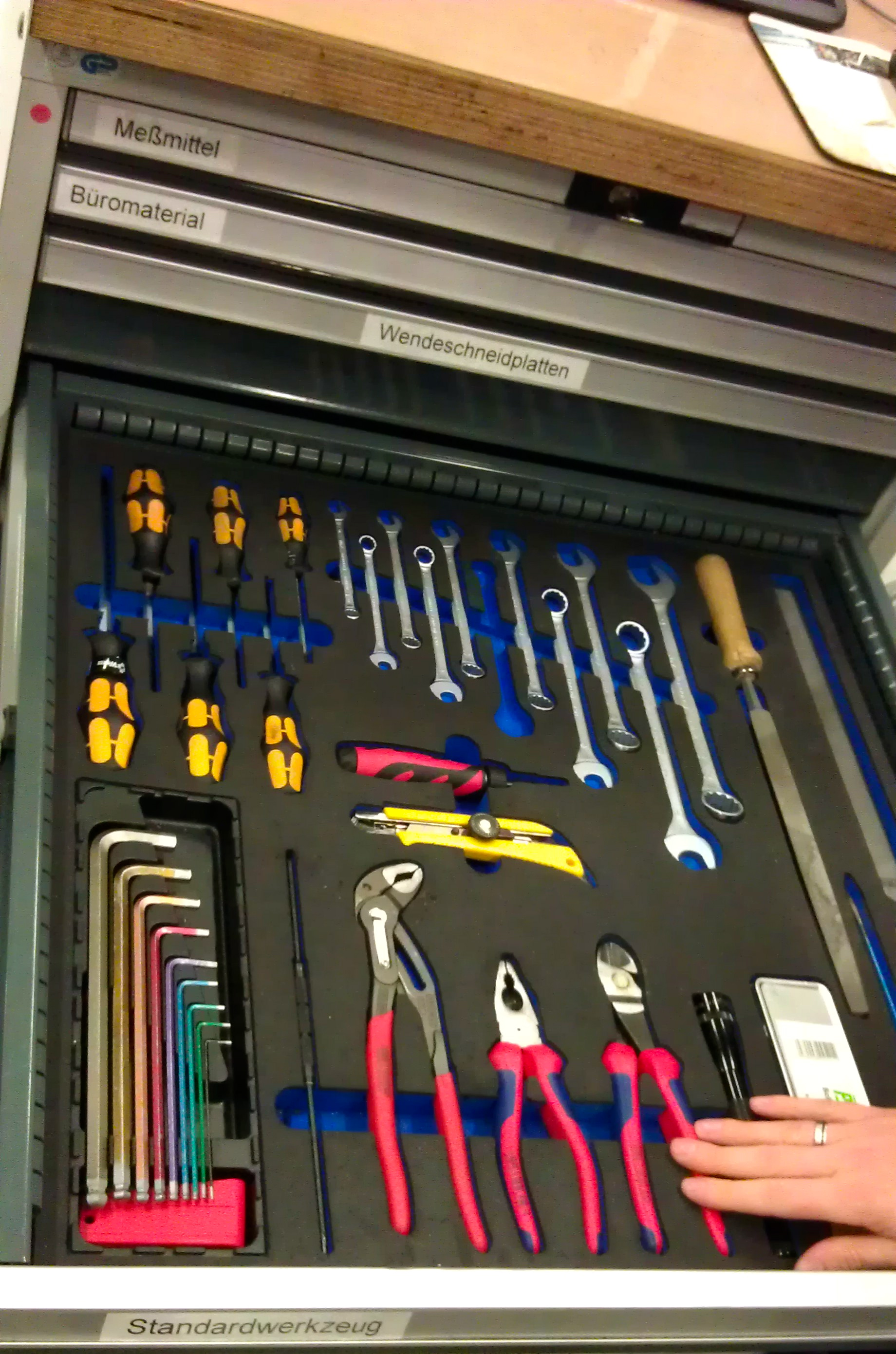
Cajón de herramientas para un lugar de trabajo.

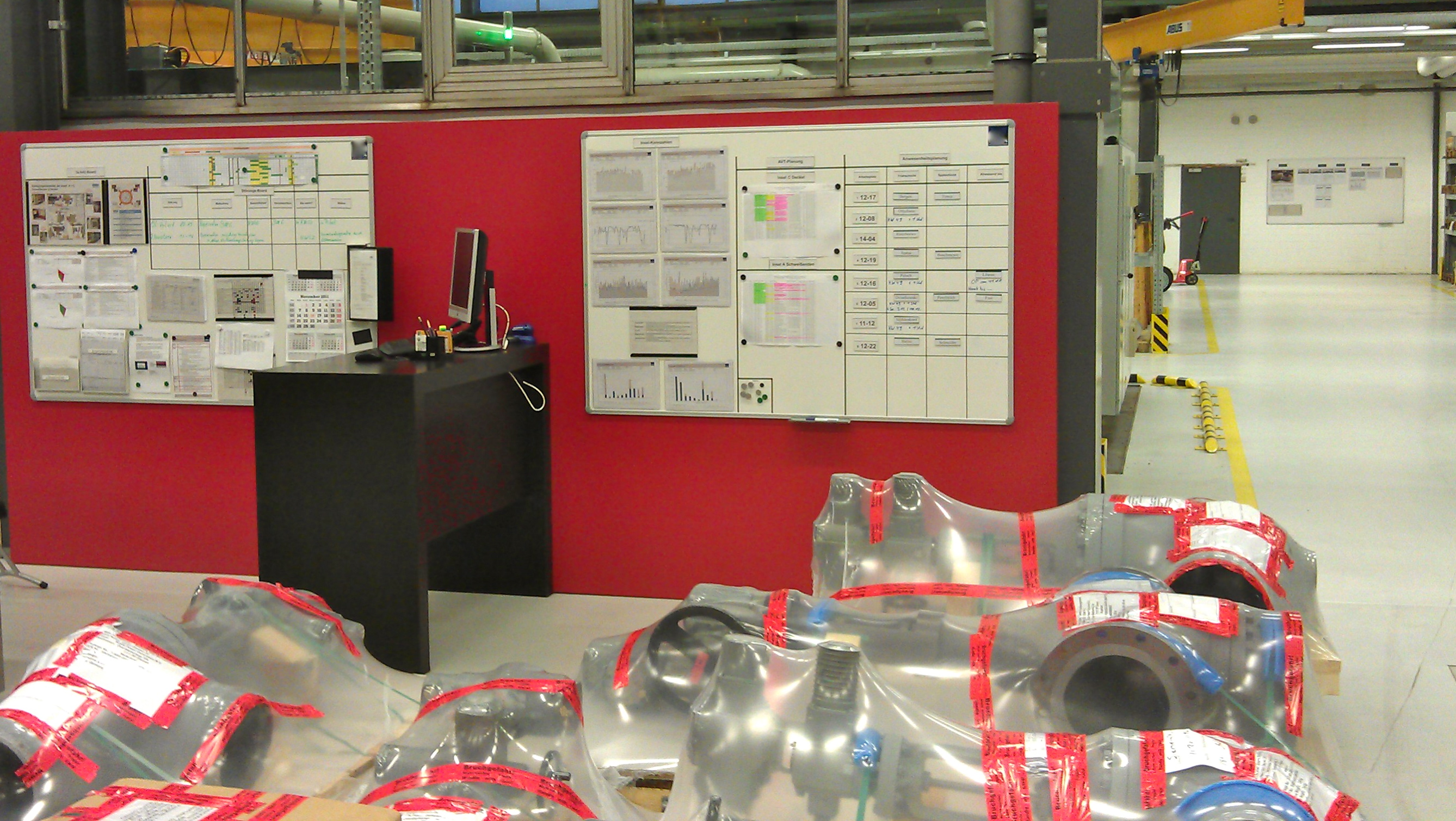
Sala de reuniones en una fábrica organizada según las 5S.

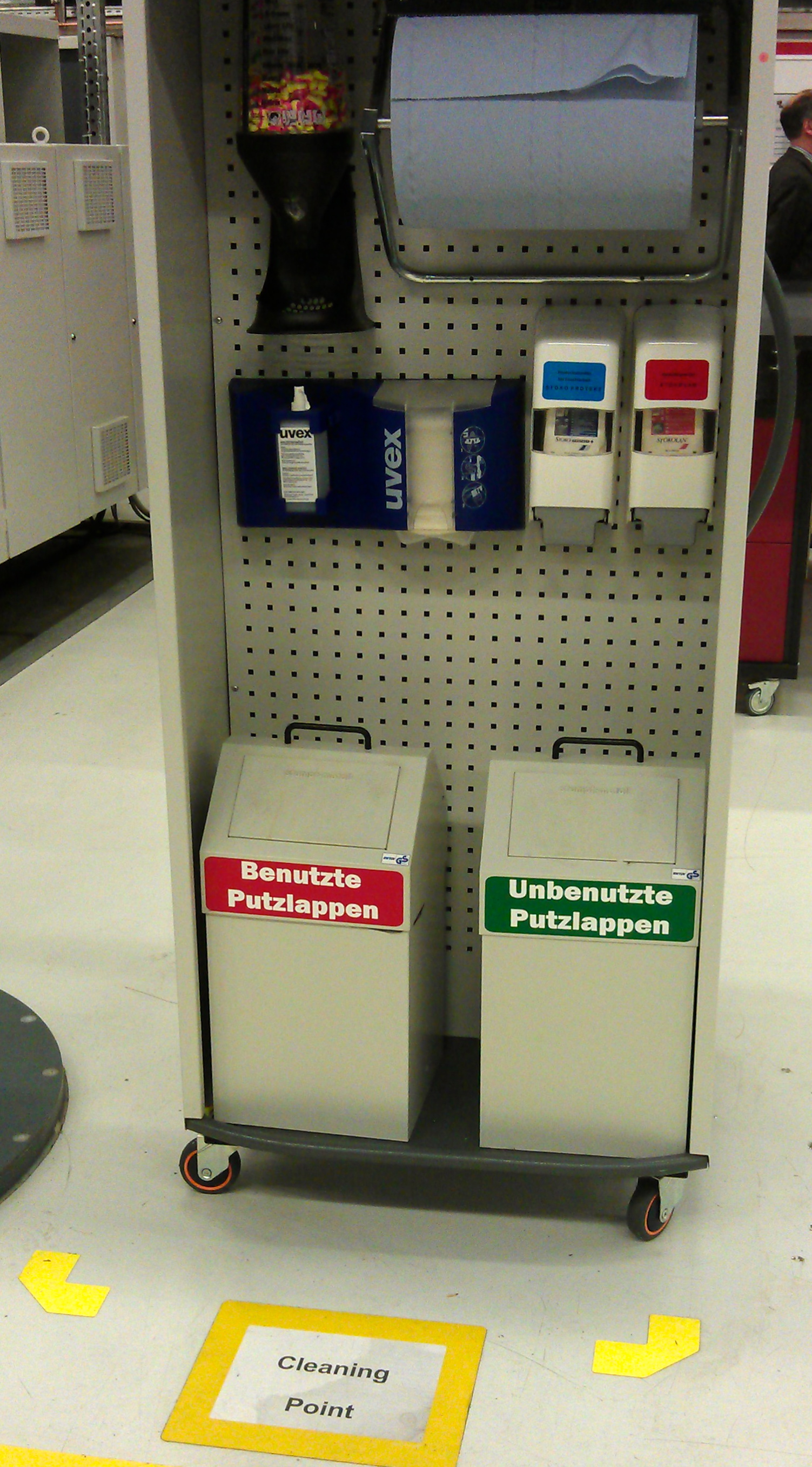
Punto de útiles de limpieza y envases de residuos sólidos.

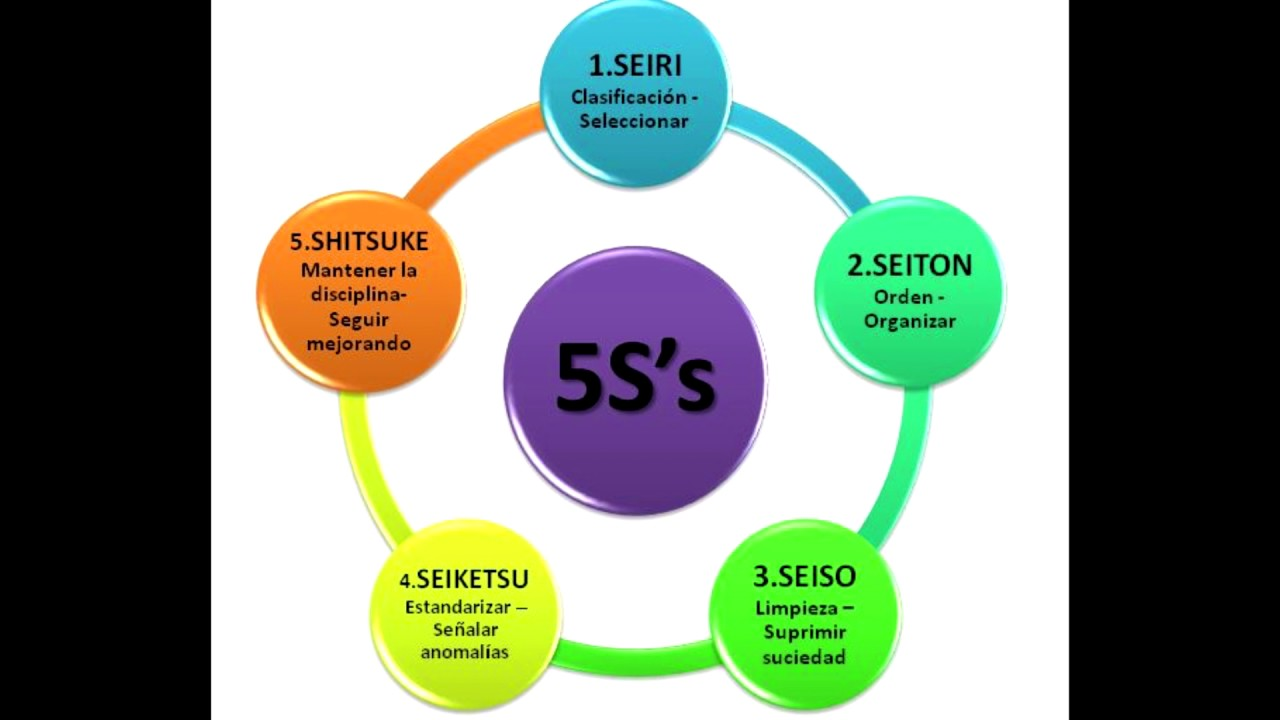
Círculo de las 5S

El método de las 5S, así denominado por la primera letra del nombre que en japonés designa cada una de sus cinco etapas, es una técnica de gestión japonesa basada en cinco principios simples.
Se inició en Toyota en los años 1960 con el objetivo de lograr lugares de trabajo mejor organizados, más ordenados y más limpios de forma permanente para lograr una mayor productividad y un mejor entorno laboral. Actualmente forman parte de los sistemas de producción más utilizados, Lean Manufacturing, TPM, Monozukuri, Sistema de producción Toyota, siendo una de las herramientas más utilizadas en conjunto con el Kaizen.
Las 5S han tenido una amplia difusión y son numerosas las organizaciones de diversa índole que lo utilizan, tales como: empresas industriales, empresas de servicios, hospitales, centros educativos o asociaciones.

## Objetivos
La integración de las 5S satisface múltiples objetivos. Cada 'S' tiene un objetivo particular:
| Denominación    | Denominación   | Concepto             | Objetivo particular                                                                                          |
| En español      | En japonés     | Concepto             | Objetivo particular                                                                                          |
| --------------- | -------------- | -------------------- | --- |
| Clasificación   | 整理, Seiri    | Separar innecesarios | Eliminar del espacio de trabajo lo que sea inútil.                                                           |
| Orden           | 整頓, Seiton   | Situar necesarios    | Organizar el espacio de trabajo de forma eficaz.                                                             |
| Limpieza        | 清掃, Seiso    | Suprimir suciedad    | Mejorar el nivel de limpieza de los lugares.                                                                 |
| Estandarización | 清潔, Seiketsu | Señalizar anomalías  | Prevenir la aparición de la suciedad y el desorden (señalizar y repetir) Establecer normas y procedimientos. |
| Disciplina      | 躾, Shitsuke   | Seguir mejorando     | Fomentar los esfuerzos en este sentido.                                                                      |

Por otra parte, la metodología pretende:
- Mejorar las condiciones de trabajo y la moral del personal. Es más agradable y seguro trabajar en un sitio limpio y ordenado.
- Reducir gastos de tiempo y energía.
- Reducir riesgos de accidentes o sanitarios.
- Mejorar la calidad de la producción.
- Mejorar la seguridad en el trabajo.

## Pasos
Aunque son conceptualmente sencillas y no requieren que se imparta una formación compleja a toda la plantilla, ni expertos que posean conocimientos sofisticados, es fundamental implantarlas mediante una metodología rigurosa y disciplinada.
Se basan en gestionar de forma sistemática los elementos de un área de trabajo de acuerdo a cinco fases, conceptualmente muy sencillas, pero que requieren esfuerzo y perseverancia para mantenerlas.

### Clasificación (seiri): separar innecesarios
Consiste en identificar los elementos que son necesarios en el área de trabajo, separarlos de los innecesarios y desprenderse de estos últimos, evitando que vuelvan a aparecer. Asimismo, se comprueba que se dispone de todo lo necesario.
Algunos criterios que ayudan a tomar buenas decisiones:
- Se desecha (ya sea que se venda, regale o se tire) todo lo que se usa menos de una vez cada 6 años. Sin embargo, se tiene que tomar en cuenta en esta etapa de los elementos que, aunque de uso infrecuente, son de difícil o imposible reposición. Ejemplo: Es posible que se tenga papel guardado para escribir y deshacerme de ese papel debido a que no se utiliza desde hace tiempo con la idea de adquirir nuevo papel cuando se necesite. Pero no se puede desechar una soldadora eléctrica sólo porque hace 2 años que no se utiliza, y comprar otra cuando sea necesaria. Hay que analizar esta relación de compromiso y prioridades. Hoy existen incluso compañías dedicadas a la tercerización de almacenaje, tanto de documentos como de material y equipos, que son movilizados a la ubicación geográfica del cliente cuando éste lo requiere.
- De lo que queda, todo aquello que se usa una cada 3 años más se aparta (por ejemplo, en la sección de archivos, o en el almacén en la fábrica).
- De lo que queda, todo aquello que se usa una vez o más por cada 2 años se aparta no muy lejos (típicamente en un armario en la oficina, o en una zona de almacenamiento en la fábrica).
- De lo que queda, todo lo que se usa una vez o más por cada año se deja en el puesto de trabajo.
- De lo que queda, todo lo que se usa una vez o más por cada trimestre está en el puesto de trabajo, al alcance de la mano.
- Y lo que se usa al menos una vez por mes se coloca directamente sobre el operario.

Esta jerarquización del material de trabajo prepara las condiciones para la siguiente etapa, destinada al orden (seiton). El objetivo particular de esta etapa es aprovechar lugares despejados.

### Orden (seiton): situar materiales, herramientas y/o elementos necesarios
Consiste en establecer el modo en que deben ubicarse e identificarse los materiales necesarios, de manera que sea fácil y rápido encontrarlos, utilizarlos y reponerlos.
Se pueden usar métodos de gestión visual para facilitar el orden, identificando los elementos y lugares del área. Es habitual en esta tarea el lema (leitmotiv) «un lugar para cada cosa, y cada cosa en su lugar». En esta etapa se pretende organizar el espacio de trabajo con objeto de evitar tanto las pérdidas de tiempo como de energía.
Criterios para el ordenamiento:
- Organizar racionalmente el puesto de trabajo (proximidad, objetos pesados fáciles de tomar o sobre un soporte...)
- Definir las reglas de ordenamiento
- Hacer obvia la colocación de los objetos
- Los objetos de uso frecuente deben estar cerca del operario
- Clasificar los objetos por orden de utilización
- Estandarizar los puestos de trabajo
- Favorecer la disciplina FIFO (del inglés First in, first out, en español 'primero en entrar, primero en salir'), utilizada en teoría de colas para definir que el primer elemento en salir de una cola de espera o un almacenamiento será aquel que entró primero.

### Limpieza (seisō): suprimir suciedad
Una vez despejado (seiri) y ordenado (seiton) el espacio de trabajo, es mucho más fácil limpiarlo (seisō). Consiste en identificar y eliminar las fuentes de suciedad, y en realizar las acciones necesarias para que no vuelvan a aparecer, asegurando que todos los medios se encuentren siempre en perfecto estado operativo. El incumplimiento de la limpieza puede tener muchas consecuencias, provocando incluso anomalías o el mal funcionamiento de la maquinaria.
Criterios de limpieza:
- Limpiar, inspeccionar, detectar las anomalías
- Volver a dejar sistemáticamente en condiciones
- Facilitar la limpieza y la inspección
- Eliminar la anomalía en origen
- Recoger el cuarto de los obreros

### Estandarización (seiketsu): señalizar anomalías
Consiste en detectar situaciones irregulares o anómalas, mediante normas sencillas y visibles para todos. Aunque las etapas previas de las 5S pueden aplicarse únicamente de manera puntual, en esta etapa (seiketsu) se crean estándares que recuerdan que el orden y la limpieza deben mantenerse cada día.
Para conseguir esto, las normas siguientes son de ayuda:
- Hacer evidentes las consignas «cantidades mínimas» e «identificación de zonas».
- Favorecer una gestión visual.
- Estandarizar los métodos operatorios.
- Formar al personal en los estándares.

### Mantenimiento de la disciplina (shitsuke): seguir mejorando
Con esta etapa se pretende trabajar permanentemente de acuerdo con las normas establecidas, comprobando el seguimiento del sistema 5S y elaborando acciones de mejora continua, cerrando el ciclo PDCA (del inglés Plan-Do-Check-Act, esto es, 'planificar, hacer, verificar y actuar'). Si esta etapa se aplica sin el rigor necesario, el sistema 5S pierde su eficacia.
Establece un control riguroso de la aplicación del sistema. Tras realizar ese control, comparando los resultados obtenidos con los estándares y los objetivos establecidos, se documentan las conclusiones y, si es necesario, se modifican los procesos y los estándares para alcanzar los objetivos.
Mediante esta etapa se pretende obtener una comprobación continua y fiable de la aplicación del método de las 5S y el apoyo del personal implicado, sin olvidar que el método es un medio, no un fin en sí mismo.

## Pasos comunes de cada una de las etapas
La implementación de cada una de las 5S se lleva a cabo siguiendo cuatro pasos:
- Preparación: formación respecto a la metodología y planificación de actividades.
- Acción: búsqueda e identificación, según la etapa, de elementos innecesarios, desordenados (necesidades de identificación y ubicación), suciedad, etc.
- Análisis y decisión en equipo de las propuestas de mejora que a continuación se ejecutan.
- Documentación de conclusiones establecidas en los pasos anteriores.

## Consecuencias
El resultado se mide tanto en productividad como en satisfacciones del personal respecto a los esfuerzos que han realizado para mejorar las condiciones de trabajo. La aplicación de esta técnica tiene un impacto a largo plazo. Para avanzar en la implementación de cualquiera de las otras herramientas de Lean Manufacturing es necesario que en la organización exista un alto grado de disciplina.
La implementación de las 5S puede ser uno de los primeros pasos del cambio hacia la mejora continua.

## Aplicaciones dentro del ámbito educativo
Las 5S tienen aplicaciones en el ámbito educativo, ya que permite la formación de hábitos de limpieza y orden entre alumnos, docentes y directivos de los centros escolares. Al utilizar la técnica de las 5S en la escuela, nos estamos refiriendo a la implementación de las mismas para mantener limpios los salones de clase y áreas de trabajo, ordenados y solamente con lo necesario. Además, se estandariza lo que se hace con los alumnos, Profesores, directivos y padres de familia y se promueve la disciplina y nuevos métodos de trabajo que permiten mejorar los resultados de aprendizaje.
El fundamento psicopedagógico de esta técnica está referido al paradigma de la mejora continua para promover un cambio de cultura en las instituciones escolares, a partir de los rituales implementados por todos los integrantes de una comunidad escolar.